# بیکتگراویر
بیکتگراویر (انگلیسی: Bictegravir) (BIC) که پیش‌تر با نام GS-9883 شناخته می‌شد یک داروی ضد ویروسی از کلاس مهارکننده‌های اینتگراز است که از نظر ساختاری از ترکیب قبلی دولوتگراویر توسط دانشمندان شرکت گیلیاد مشتق شده است. نتایج آزمایشگاهی و بالینی توسط گیلیاد در تابستان ۲۰۱۶ ارائه شد. در سال ۲۰۱۶، این دارو در فاز ۳ کارآزمایی به عنوان بخشی از رژیم یک قرص در ترکیب با تنوفوویر آلافنامید (TAF) و امتریکیتابین (FTC) برای درمان HIV-1 بود.  عفونت و داروی ترکیبی بیکتگراویر/امتریسیتابین/تنوفوویر آلافنامید (Biktarvy) برای استفاده در ایالات متحده در سال ۲۰۱۸ تایید شد.